# IRC Nouvelle Génération
Initiative pour le Rêve Congolais, Nouvelle Génération (abrégée en IRC Nouvelle Génération ou tout simplement IRC) est un parti politique en République démocratique du Congo,.
Il est créé en juin 2017 en tant que Mouvement politique et obtient en mars 2022 un an après l'application au ministère de l'Intérieur de l'arrêté ministériel portant son agrément sous le n°25/CAB/VPM/MINTERSEDECAC/AOK/047A/2022 DU 03 mars 2022.
IRC Nouvelle Génération est l'un des partis qui concourent pour la première fois aux élections legislatives et Municipales 2023 - 2024 en République démocratique du Congo
dans le regroupement politique avec lequel il a fait une alliance électorale UDPS/Kibassa-A.
Son président national actuel qui en est aussi le fondateur est Gabriel Zagabe Muzusa.
Depuis avril 2023, l'actuel secrétaire général de l'IRC Pius-Franck Ngalula Bwanga.

## Historique

### Prélude

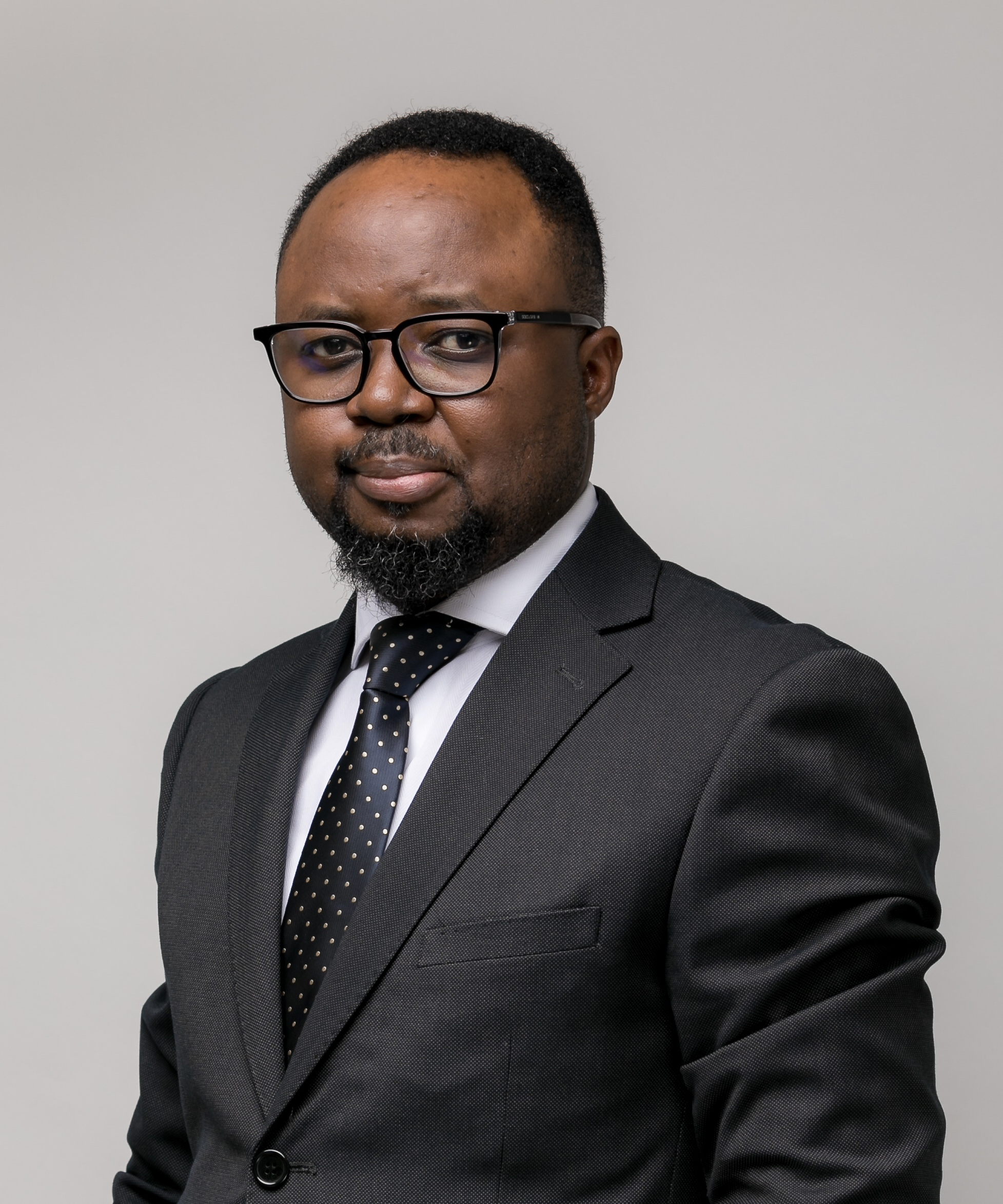
Gabriel Zagabe, fondateur et président du parti.

L'Initiative pour le Rêve Congolais, Nouvelle Génération, IRC en sigle, a été initialement créé en tant que Mouvement politique le 03 juin 2017, et plus tard, en septembre 2020, lèvera l'option par sa très haute hiérarchie de se transformer en parti politique. Ses statuts ont été notariés le 03 février 2021, et la longue procédure d'obtention de l'arrêté ministériel portant agrément a commencé, pour aboutir le 03 mars 2022.
En effet, l'IRC est présent dans les 26 provinces de la RDC, où il a officiellement présenté des candidats aux élections législatives et municipales sur les listes définitives du regroupement auquel il appartient, publiées par la Commission électorale nationale indépendante (république démocratique du Congo , CENI en sigle, le 23 septembre 2023.

## Structure

### Présidence du Parti
- M. Gabriel Zagabe Muzusa, Président national du Parti.

- Mme Annie Matundu Mbambi, 1ère Vice-présidente et Vice-présidente chargée du Plan.
- Professeur Fidèle Balibuno Luganda Vice-président chargé de la Recherche Scientifique et Innovation Technologique.
- Professeur Pascal Sundi Mbambi Vice-président chargé de l'Éducation Nationale
- Mme Vanessa Lumumba Amato Vice-présidente chargée de l’Enfance.
- Mme Odile Wanuke Kasang Vice-présidente chargée de Cultures.
- Mme Merveuille Tawab Tieneb Vice-présidente chargée de l'Aménagement du territoire.
- M. Olivier Kanku Kabangu Vice-président chargé des Poste Télécommunications et Nouvelles technologies de l’Information et de la Communication.
- M. Enock Ngoie Mutombo Wa Kabila Vice-président chargé des affaires sociales, actions humanitaires et solidarité nationale.
- M. Daniel Kaseya Bin Moningo Vice-président chargé du Tourisme.
- Madame Clarence Ndjoli Bokweya Vice-présidente chargée de l'Entrepreneuriat et des Petites et moyennes entreprises
- Ingénieur Ghislain Mukandila Mbaya Vice-président chargé des Infrastructures et Travaux publics.